# Sandrine Lestrade
Sandrine Lestrade est une cycliste française.

## Palmarès sur route
- 1983
  -  Championne de France juniors
- 1989
  - 3e du championnat de France sur route
- 1991
  - 3e du championnat de France sur route

## Palmarès sur piste

### Championnats internationaux
- 1985
  - 6e du championnat du monde de vitesse

### Championnats nationaux
- 1985
  - 3e de vitesse
- 1986
  - 3e de vitesse

### Autre
- 1984
  - Paris (vitesse)